# Victoria Redel
Victoria Redel (New York, 9 aprile 1959) è una scrittrice e poetessa statunitense.

## Biografia
Nata nel 1959 a New York da Irving Redel e Natalie Amalie Soltanitzky, la sua famiglia ha origini multietniche comprendenti Egitto, Romania, Belgio, Russia e Polonia.
Cresciuta a Scarsdale, ha compiuto gli studi al Dartmouth College (B.A. nel 1980) e alla Columbia University (M.F.A. nel 1986).
A partire dal suo doppio esordio nel 1995 con i racconti di Where the Road Bottoms Out e le poesie di Already the World, ha pubblicato 3 romanzi, un'altra raccolta di short-stories e un'altra di liriche fornendo il soggetto per il film del 2005 Loverboy di Kevin Bacon.
Docente, ha tenuto corsi alla Columbia University e al Vermont College e insegna al Sarah Lawrence College di New York, dove risiede.

## Opere principali

### Racconti
- Where the Road Bottoms Out (1995)
- Make Me Do Things (2013)

### Romanzi
- Il figlio perfetto (Loverboy, 2002), Roma, Fazi, 2006 traduzione di Lucia Olivieri ISBN 88-8112-760-1.
- The Border of Truth (2007)
- Restare vive (Before Everything, 2017), Torino, Einaudi, 2018 traduzione di Paola Brusasco ISBN 978-88-06-23230-6.

### Poesie
- Already the World (1995)
- Swoon (2003)
- Woman Without Umbrella (2012)

## Filmografia
- Loverboy, regia di Kevin Bacon (2005) (soggetto)

## Premi e riconoscimenti
- National Endowment for the Arts: 1988 per la poesia
- S. Mariella Gable Novel Award: 2001 per Il figlio perfetto
- Forward Silver Literary Fiction Prize: 2002 per Il figlio perfetto
- Guggenheim Fellowship:2014[5]